# Bo Larsson
Bo Göran Larsson (Malmo, 5 de maio de 1944 – Malmo, 18 de dezembro de 2023) foi um futebolista sueco que atuava como meia.

## Carreira
Larsson competiu na Copa do Mundo de 1970, sediada no México, na qual a seleção de seu país terminou na nona colocação dentre os 16 participantes.